# Discours du 21e anniversaire de la princesse Élisabeth

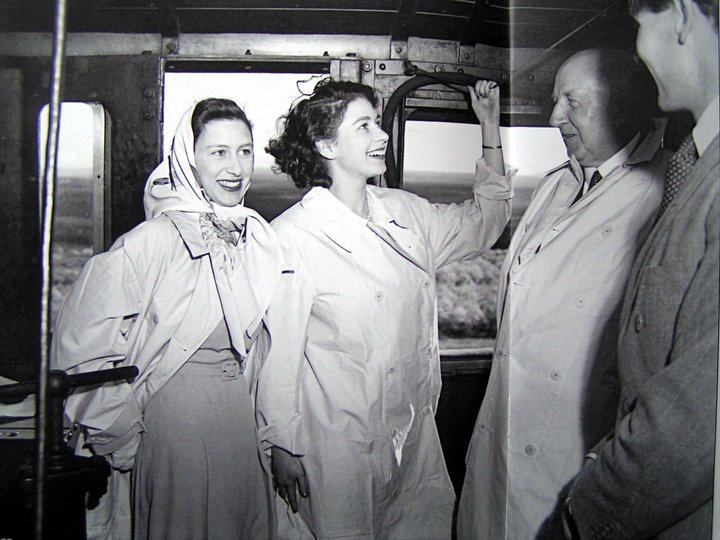
La princesse Élisabeth (à droite) et sa sœur, la princesse Margaret, lors de leur visite en Afrique du Sud en 1947.

Le discours du 21e anniversaire de la princesse Élisabeth est un discours radiodiffusé de la future reine Élisabeth II du Royaume-Uni, alors héritière du trône, prononcé à l'occasion de son 21e anniversaire. Diffusé le 21 avril 1947 dans tout le Commonwealth britannique, le discours a été enregistré en Rhodésie du Sud, où la princesse accompagnait ses parents, le roi George VI et la reine Elizabeth, lors d'une tournée royale en Afrique australe. Il s'agissait de sa première tournée à l'étranger.

## Contexte
Le discours, destiné à la « jeunesse de l'Empire », est diffusé sur le BBC Home Service au Royaume-Uni à 18 h 55 le 21 avril 1947, jour du 21e anniversaire de la princesse, qui a été déclaré jour férié en Afrique du Sud. Une description des célébrations de son anniversaire au Cap précède le discours sur le BBC Home Service. Élisabeth a passé la matinée de son anniversaire à Government House au Cap après qu'un projet d'ascension de la montagne de la Table en téléphérique a été abandonné en raison du mauvais temps. Elle a ensuite passé en revue 7 000 soldats et le personnel militaire sud-africain associé lors d'un défilé à la base militaire de Youngsfield à Ottery, au Cap, auquel assistait le cabinet sud-africain. Elle a ensuite assisté à un rassemblement de la jeunesse sud-africaine, avant de retourner à Government House pour la diffusion du discours. Élisabeth assiste ensuite à un feu d'artifice en son honneur, avant de participer à un bal à Government House où elle reçoit un collier de diamants des mains du Premier ministre, Jan Smuts.

## Discours et réception
Le discours a été rédigé par Dermot Morrah (en), journaliste au Times, qui participait à la tournée en tant que correspondant de son journal. C'est le roi George VI qui a lui demandé de rédiger le discours. Une première version a failli être jetée par un steward dans le train royal, mais elle a finalement été retrouvée. Dermot Morrah reçoit par la suite une lettre d'Alan Lascelles, secrétaire privé du monarque, qui le remercie pour le discours et déclare que certains passages ont fait pleurer la princesse. Dermot Morrah n'a jamais parlé publiquement du fait qu'il était l'auteur du discours. Lascelles déclare à Morrah : « Le vieux cynique poussiéreux que je suis a été très ému ». Selon lui, ce discours rappelle celui d'Élisabeth Ire à Tilbury ou la citation de la reine Victoria, qui aurait promis à l'âge de 11 ans en apprenant qu'elle accèderait un jour au trône : « Je serai bonne ». Lascelles dit à Élisabeth qu'il était heureux que le discours l'ait fait pleurer car « si cela vous fait pleurer maintenant, cela fera pleurer 200 millions d'autres personnes quand elles vous entendront ».
Le discours est préenregistré le 13 avril 1947 alors qu'Élisabeth se trouve dans un hôtel en Rhodésie du Sud, à la frontière actuelle entre le Zimbabwe et la Zambie. La phrase la plus marquante du discours est la suivante, : « I declare before you all that my whole life, whether it be long or short, shall be devoted to your service and the service of our great imperial family to which we all belong » (« Je déclare devant vous tous que toute ma vie, qu'elle soit longue ou courte, sera consacrée à votre service et au service de notre grande famille impériale à laquelle nous appartenons tous » en anglais).
Le biographe d'Élisabeth II, Matthew Dennison, pense que ce discours a été un « précurseur poétique » du serment qu'elle a prononcé par la suite lors de son couronnement. Alan Lascelles écrit qu'il est « un peu grisé par l'énorme succès » du discours. De son côté, la grand-mère d'Élisabeth, la reine Mary, écrit dans son journal qu'elle a pleuré en entendant sa petite-fille. Ce discours à l'occasion de sa majorité civile figure parmi les moments plus commentés de la vie de la reine Élisabeth II.

## Dans la culture populaire
L'enregistrement du discours est mis en scène dans le huitième épisode (« 48 contre 1 ») de la saison 4 de la série américano-britannique The Crown (2020).